# Belarmino
Belarmino è un film del 1964 diretto da Fernando Lopes.
Il film, che segue la figura e la vita dell'ex pugile Belarmino Fragoso, è considerato tra i principali del Cinema Novo portoghese per il modo in cui rompe con la tradizione del cinema portoghese appena precedente. Il film di Lopes partecipò a numerosi festival attraverso tutta Europa e fu ospitato anche in Italia dal Festival di Pesaro e dal Festival di Salso-Porretta. In Portogallo il film vinse il Prémio da Casa da Imprensa.

## Trama
Il film è diviso in due sezioni. La prima documenta la vita dell'ex pugile Belarmino Fragoso nell'ambito famigliare e per le strade di Lisbona, nelle sue peregrinazioni attraverso il quartiere nativo della Baixa e nelle serate passate nei Night Club e negli strip club della città.
La seconda parte del film è un'intervista che lo stesso Fragoso concede al giornalista e critico Baptista Bastos. Durante la conversazione si parla della sua carriera di pugile, del suo rapporto con manager, rivali e con tutta la scena sportiva di quegli anni. Il mondo del pugilato viene messo a confronto con l'attuale vita famigliare dell'ex sportivo.